# ウィーザー (ザ・ブルー・アルバム)
『ウィーザー』(Weezer) は、アメリカ合衆国のオルタナティブロックバンド、ウィーザーのデビュー・アルバム。
ジャケットの色から、ザ・ブルー・アルバム (The Blue Album) と呼ばれる。2001年の復帰作の「ウィーザー」は、ザ・グリーン・アルバムと呼ばれ、区別される。
ザ・カーズ のリーダーであったリック・オケイセックをプロデューサーに迎え、ニューヨークのエレクトリック・レディ・スタジオで録音された。
「バディ・ホリー (Buddy Holly)」と「アンダン ― ザ・スウェター・ソング (Undone – The Sweater Song)」、「セイ・イット・エイント・ソー (Say It Ain't So)」がシングル・カットされた。
「アンダン ― ザ・スウェター・ソング」はアルバムの先行シングルとして発売され、スパイク・ジョーンズがこの曲のプロモーションビデオ （PV）の製作を監督した。ウィーザーが舞台で演奏している最中に、突然イヌの群れがセットを横切るといった内容である。
ジョーンズは、2作目のシングル「バディ・ホリー」のミュージック・ビデオ監督も務めた。シチュエーション・コメディのテレビ番組である『ハッピー・デイズ』の1コーナー「アルズ・ディナー」のセットで、ウィーザーが演奏するといった内容である。公開されると、彼らは一躍有名になった。
シングル「セイ・イット・エイント・ソー」のミュージック・ビデオは、ソフィー・ミュラーが監督した。彼らの以前の家のガレージで演奏し、メンバーが後ろでハッキー・サック（フットバッグ）をするといった内容である。
発売翌年の1995年2月には、ビルボードチャートで最高位16位を記録。アメリカでは300万枚を突破し、2011年現在、トリプルプラチナアルバムに認定されており、ウィーザーのアルバムの中で最も売れたアルバムである。
2004年にデラックス・エディションが発売。B面集や公式に発売したアルバムに含まれていなかった未発表曲も収録。69,778枚売り上げた。
『ローリング・ストーン』誌が選んだ「オールタイム・ベスト・アルバム500」と「オールタイム・ベスト・デビュー・アルバム100」に於いて、それぞれ294位と35位にランクイン。
2010年、矢野顕子が収録曲の「Say It Ain't So」をカバーしている。『音楽堂』収録。

## 収録曲
特に示したものを除いて、作詞・作曲はリヴァース・クオモ。
1. マイ・ネーム・イズ・ジョナス - My Name is Jonas (3:24)（リヴァース・クオモ、パトリック・ウィルソン、ジェイソン・クロッパー）
2. ノー・ワン・エルス - No One Else (3:04)
3. ザ・ワールド・ハズ・ターンド・アンド・レフト・ミー・ヒア - The World Has Turned and Left Me Here (4:19)（リヴァース・クオモ、パトリック・ウィルソン）
4. バディ・ホリー - Buddy Holly (2:39)
5. アンダン～ザ・スウェター・ソング - Undone –- The Sweater Song (5:05)
6. サーフ・ワックス・アメリカ - Surf Wax America (3:06)（リヴァース・クオモ、パトリック・ウィルソン）
7. セイ・イット・エイント・ソー - Say It Ain't So (4:18)
8. イン・ザ・ガレージ - In the Garage (3:55)
9. ホリデイ - Holiday (3:24)
10. オンリー・イン・ドリームズ - Only in Dreams (7:59)

### デラックス・エディション
DISC2 - Dusty Gems and Raw Nuggets（「埃っぽい宝石と未精製の金塊」の意）
1. マイケル・アンド・カーリー - Mykel and Carli
2. スザンヌ - Susanne
3. マイ・エヴァリン - My Evaline
4. ジェイミー - Jamie (Originally Appeared on DGC Rarities)
5. マイ・ネーム・イズ・ジョナス（ライブ）
6. サーフ・ワックス・アメリカ（ライブ）
7. ジェイミー（ライブ、アコースティック）
8. ノー・ワン・エルス（ライブ、アコースティック）
9. アンダン～ザ・スウェター・ソング（キッチン・テープ・デモ、未発表デモの意味）
10. ペーパーフェイス - Paperface （キッチン・テープ・デモ）
11. オンリー・イン・ドリームス（キッチン・テープ・デモ）
12. ララバイ・フォー・ウェイン - Lullabye for Wayne （プリプロダクション・レコーディング）
13. アイ・スウェアー・イッツ・トゥルー - I Swear It's True （プリプロダクション・レコーディング）
14. セイ・イット・エイント・ソー（オリジナルアルバムミックス）